# Jahkeele Marshall-Rutty
Jahkeele Stanford Jack Marshall-Rutty (ur. 16 czerwca 2004 w Brampton) – kanadyjski piłkarz pochodzenia jamajskiego występujący na pozycji prawego obrońcy lub prawego pomocnika, od 2024 roku zawodnik CF Montréal.